# Nicholas Medforth-Mills
Nicholas Michael de Roumanie Medforth-Mills (česky: Mikuláš Rumunský Medforth-Mills, rumunsky: Principe Nicolae al României; narozen 1. dubna 1985 v Meyrinu, Švýcarsko) je jediný syn druhorozené dcery posledního rumunského krále Michala I., princezny Eleny a jejího prvního manžela Robina Medforth-Mills. Má mladší sestru Alžbětu Karinu. Jako jediný syn druhorozené dcery bývalého krále Michala byl třetím v následnické linii trůnu zaniklého rumunského království po své matce a bezdětné tetě Margaritě.
Svým dědem králem Michalem byl 1. dubna 2010 (k pětadvacátým narozeninám) jmenován do hodnosti rumunského prince. Tato událost byla oznámena již v roce 2007. Posléze se princ Mikuláš (v Rumunsku známý jako principe Nicolae) částečně přestěhoval do Rumunska a začal se účastnit akcí královské rodiny, což zvýšilo jeho popularitu v zemi. Titul a hodnost rumunského prince byl ale Mikulášovi nečekaně králem odebrán 1. srpna 2015 a zároveň byl odstraněn z pořadí následnictví trůnu. Jednou ze spekulací o důvodu tohoto rozhodnutí mělo být narození nemanželské dcery prince a Nicolety Cîrjan. Tuto domněnku v květnu 2019 na základě výsledku testu otcovství sám Nicholas potvrdil na svém facebookovém profilu.

## Rodina
V srpnu 2017 Mikuláš oznámil, že v létě následujícího roku se hodlá oženit s rumunskou novinářkou Alinou-Marií Binder. Pár se již 25. června 2016 společně zúčastnil křtin Josefa, nejmladšího syna Jeana, vévody z Vendôme a jeho ženy Philomeny. Krátce po oznámení zasnoubení se 26. srpna 2017 společně zúčastnili svatby Jeana de Haussonville a Marie Magdalény de Tornos y Stainhert (sestra vévodyně z Vendôme), na které byl Mikuláš jedním ze svědků. Pár byl oddán nejprve občansky 6. října 2017 (Henley-on-Thames) a poté 30. září 2018 církevně (Sinaia).
7. listopadu 2020 se v Bukurešti páru narodila dcera Marie Alexandra. Druhý potomek páru, syn Mihai (Michal) se narodil 15. dubna 2022.
Ze vztahu s Nicoletou Cîrjan má nemanželskou dceru Iris Annu narozenou 8. února 2016.
Mikuláše a jeho ženu si za kmotry své dcery Marie v květnu 2024 vybrali srbský princ Filip s manželkou Danicou. Mikuláš a Filip jsou bratranci ze třetího kolene, oba jsou prapravnuky krále Ferdinanda Rumunského.

## Tituly a oslovení
- 1. duben 1985 – 31. březen 2010: Nicholas Medforth-Mills
- 1. duben 2010 – 1. srpen 2015: Jeho královská výsost princ Mikuláš Rumunský
- 1. srpen 2015 – současnost: Nicholas de Roumanie Medforth-Mills